# جورج كاريديا
جورج كاريديا (بالإنجليزية: George Caridia)‏ مواليد 20 فبراير 1869 في كلكتا - الوفاة 21 أبريل 1937 في لندن، كان لاعب كرة مضرب بريطاني. سبق أن شارك في دورة الألعاب الأولمبية الصيفية وفاز بميدالية أولمبية.

## الميداليات
| الميدالية | المسابقة                       |
| --------- | ------------------------------ |
| فضية      | الألعاب الأولمبية الصيفية 1908 |
| فضية      | الألعاب الأولمبية الصيفية 1908 |

## روابط خارجية
- جورج كاريديا على موقع رابطة محترفي التنس (الإنجليزية)
- جورج كاريديا على موقع الاتحاد الدولي لكرة المضرب (الإنجليزية)
- جورج كاريديا على موقع أرشيف التنس.كوم (الإنجليزية)
- جورج كاريديا على موقع أوليمبيديا (الإنجليزية)